# Бананницы
Бананницы (лат. Afrixalus) — род бесхвостых земноводных из семейства прыгуний.

## Описание

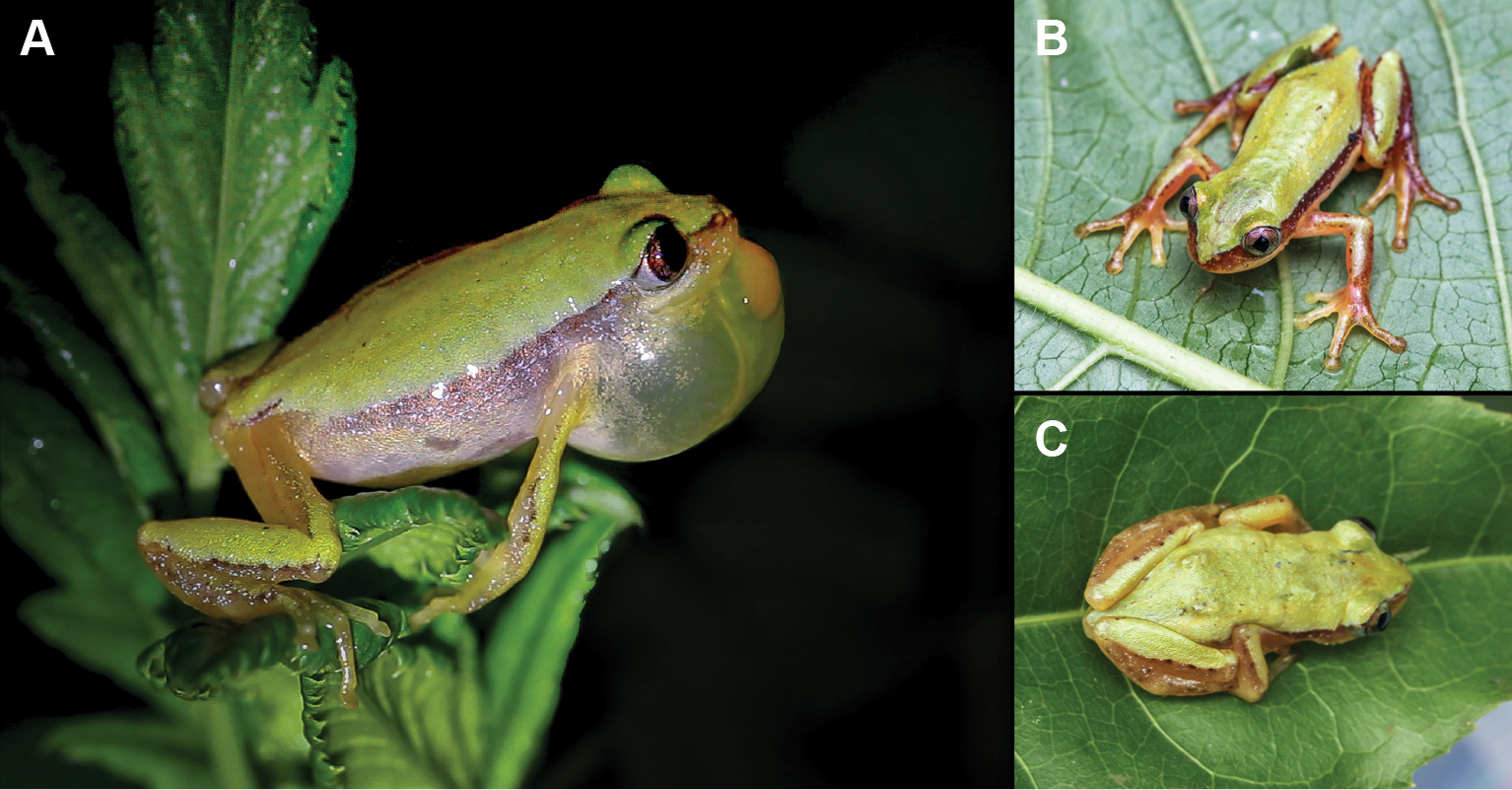
Зеленоватая бананница (Afrixalus clarkei)

Это небольшие лягушки размером от 3 до 7 см. Внешне очень похожи на представителей рода Hyperolius, отличаются от них вертикальным ромбическим зрачком. Тело стройное, вытянутое. На спине у некоторых видов развиты небольшие бородавки, благодаря которым кожа становится шероховатой на ощупь. Задние лапы длинные с развитыми дисками-присосками на концах всех пальцев. Между пальцами натянута перепонка, которая лучше развита на передних конечностях, чем на задних. Окраска очень разнообразна, часто включает полосы, пятна или крапинки различной формы и цвета.

## Образ жизни
Ведут древесный образ жизни. Обитают в саваннах с высокими кустарниками и деревьями, в редколесьях, и дождевых лесах. Могут жить во вторичных лесах и на плантациях.

## Размножение

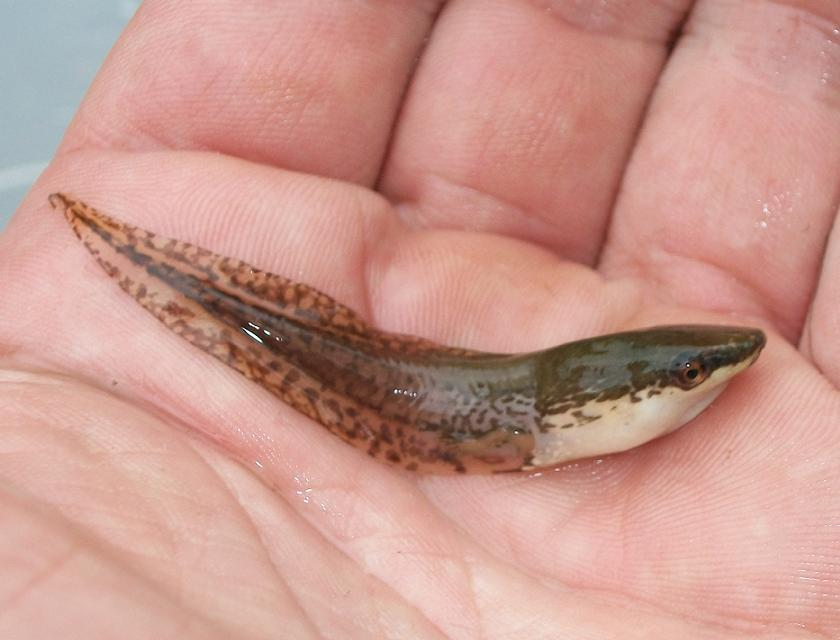
Головастик бурополосой бананницы

Это яйцекладущие амфибии. Размножение всегда связано с водой. Большинство видов откладывает икру на листья растений над водоёмами. Кладка приклеивается на поверхность листа липкой слизью, которую самки выделяют вместе с яйцами. У некоторых видов кладки обнаружены под водой, однако, это, скорее всего, является следствием резкого подъёма воды, а не специфики размножения.

## Распространение
Эндемики Африки. Ареал рода охватывает весь материк южнее Сахары.

## Классификация
На ноябрь 2018 года род включает 33 вида:
- Afrixalus "quadrivittatus" Pickersgill, 2007
- Afrixalus aureus Pickersgill, 1984
- Afrixalus brachycnemis (Boulenger, 1896) — Коротконогая бананница
- Afrixalus clarkei Largen, 1974 — Зеленоватая бананница
- Afrixalus crotalus Pickersgill, 1984
- Afrixalus delicatus Pickersgill, 1984
- Afrixalus dorsalis (Peters, 1875) — Окаймлённая бананница
- Afrixalus dorsimaculatus (Ahl, 1930)
- Afrixalus enseticola Largen, 1974 — Бело-бурая бананница
- Afrixalus equatorialis (Laurent, 1941) — Экваториальная бананница
- Afrixalus fornasini (Bianconi, 1849) — Бурополосая бананница
- Afrixalus fulvovittatus (Cope, 1861) — Тонкотелая бананница
- Afrixalus knysnae (Loveridge, 1954) — Южноафриканская бананница
- Afrixalus lacteus Perret, 1976 — Молочная бананница
- Afrixalus laevis (Ahl, 1930) — Золотистая бананница
- Afrixalus leucostictus Laurent, 1950 — Заирская бананница
- Afrixalus lindholmi (Andersson, 1907) — Камерунская бананница
- Afrixalus morerei Dubois, 1986
- Afrixalus nigeriensis Schiøtz, 1963 — Пучеглазая бананница
- Afrixalus orophilus (Laurent, 1947) — Горно-саванная бананница
- Afrixalus osorioi (Ferreira, 1906) — Фермовая бананница
- Afrixalus paradorsalis Perret, 1960 — Придорожная бананница
- Afrixalus quadrivittatus (Werner, 1908) — Четырёхполосая бананница
- Afrixalus schneideri (Boettger, 1889) — Прибрежная бананница
- Afrixalus spinifrons (Cope, 1862) — Натальская бананница
- Afrixalus stuhlmanni (Pfeffer, 1893) — Занзибарская бананница, или карликовая бананница
- Afrixalus sylvaticus Schiøtz, 1974 — Лесная бананница
- Afrixalus uluguruensis (Barbour & Loveridge, 1928) — Горная бананница
- Afrixalus upembae (Laurent, 1941)
- Afrixalus vibekensis Schiøtz, 1967
- Afrixalus vittiger (Peters, 1876) — Саванная бананница
- Afrixalus weidholzi (Mertens, 1938) — Скрытная бананница
- Afrixalus wittei (Laurent, 1941) — Бананница Витта

## Фото

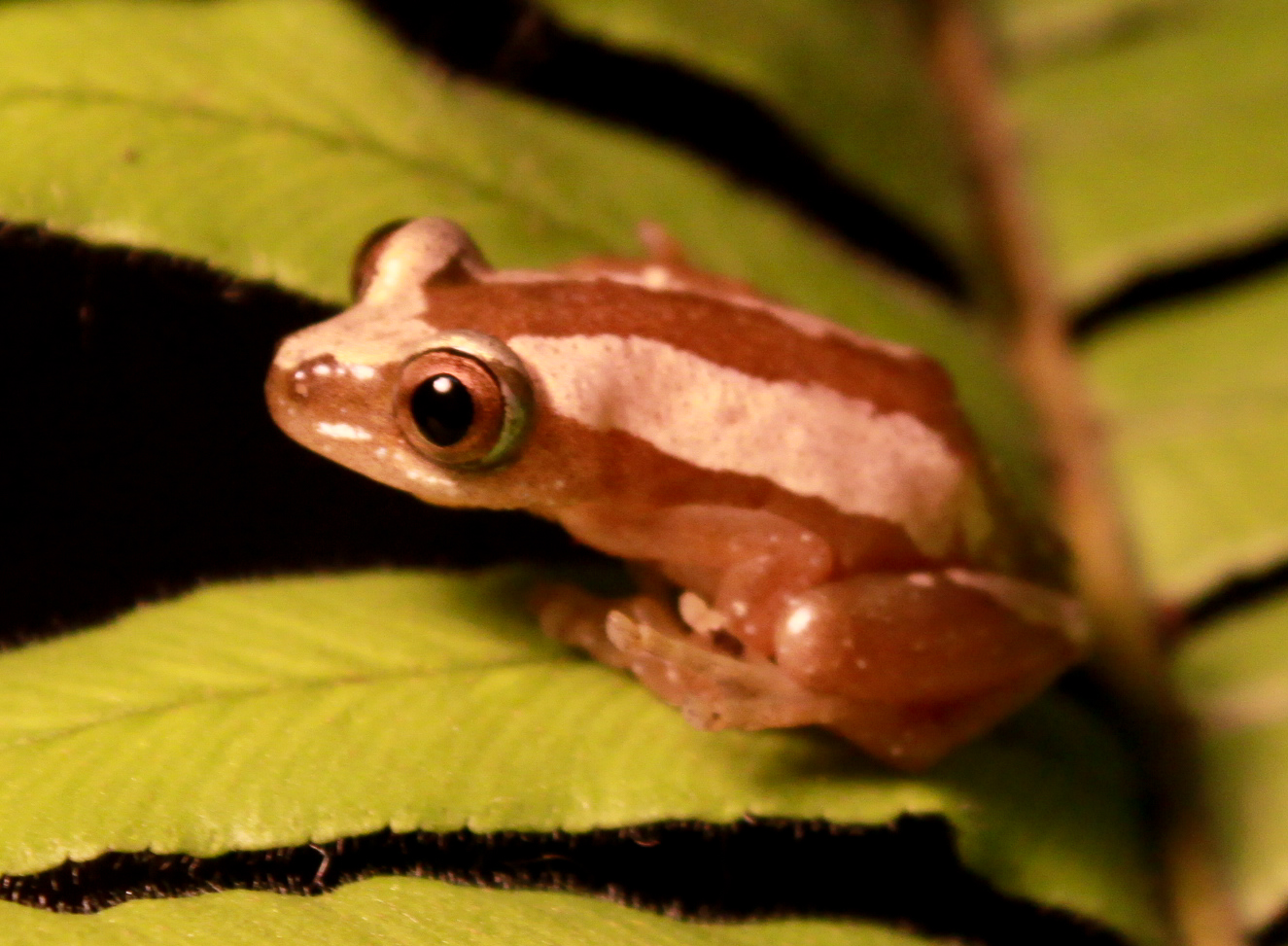
Окаймлённая бананница
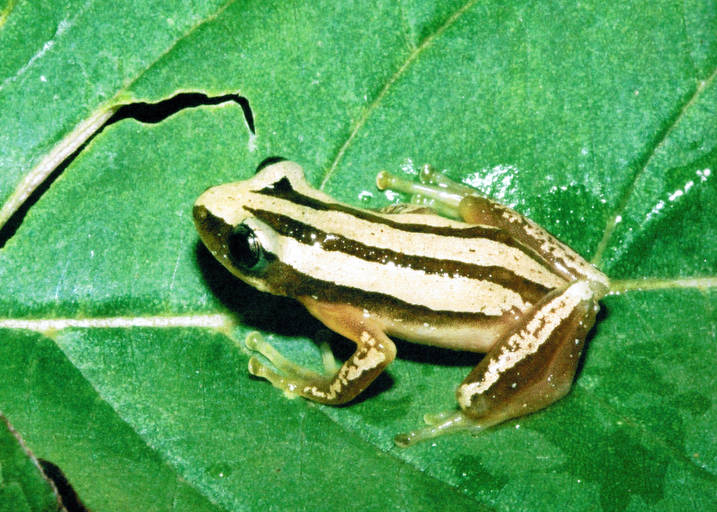
Afrixalus quadrivittatus
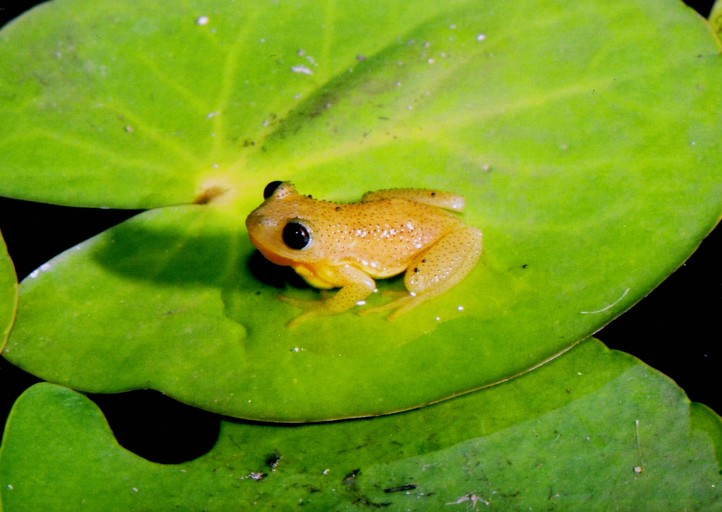
Натальская бананница